# 歐直耳廓狐直升機
歐直耳廓狐直升機（英語：Eurocopter Fennec)是由歐洲直升機集團（現為空中客车直升机公司）製造的輕型多用途直升機，共有兩款型號分別為AS550（耳廓狐）和AS555（耳廓狐2）。耳廓狐是基於歐直AS350松鼠一型直升機和歐直AS355松鼠二型直升機。耳廓狐的武裝版本可以安裝同軸武器、火箭、魚雷和各種其他配備，並執行多項任務。

## 發展

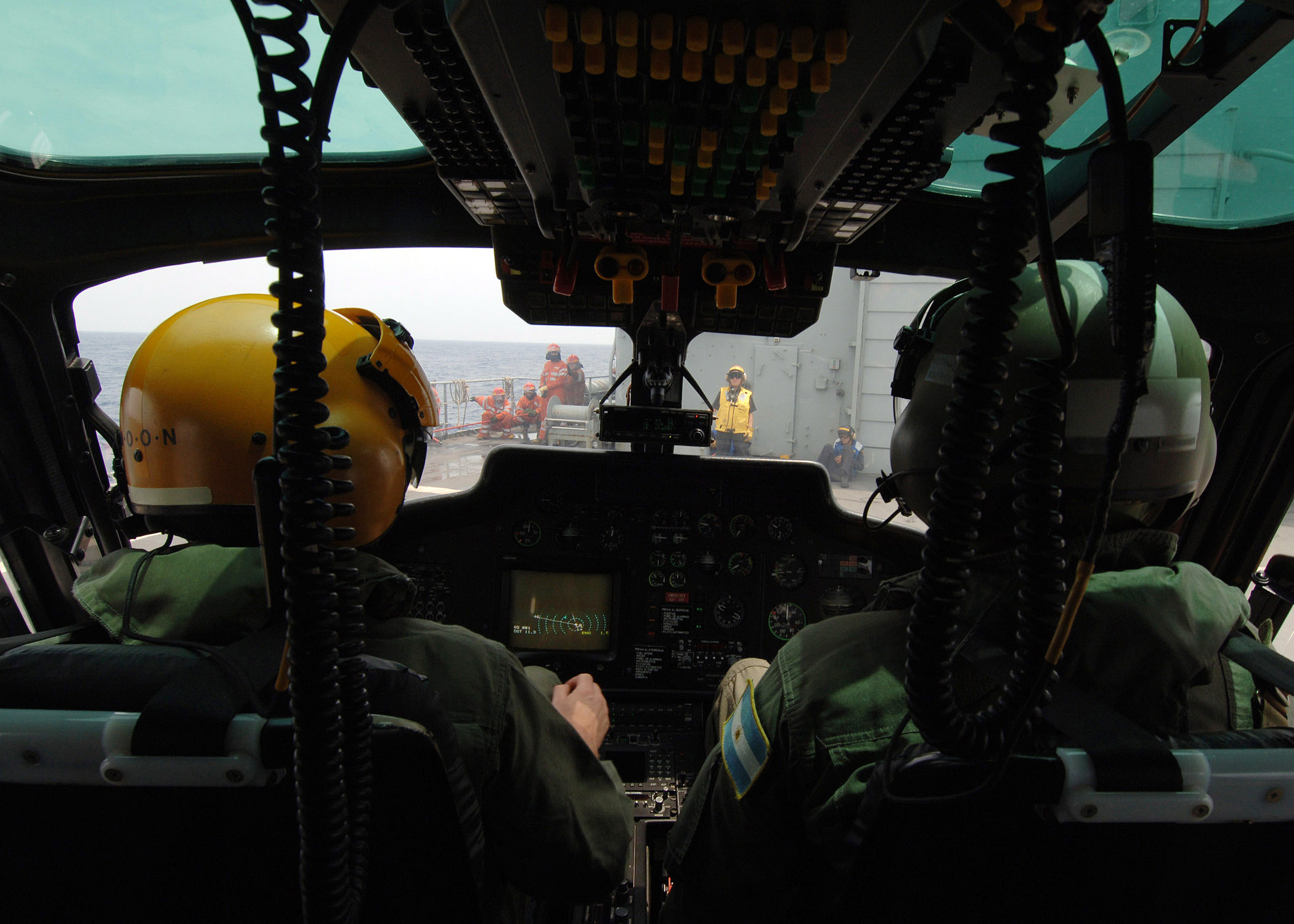
耳廓狐的座艙

由於維也納條約法公約，歐直AS350松鼠一型直升機的軍用版本需以另外的型號銷售。因此，1990年時，歐直將之取名為耳廓狐並開始銷售。
2007年2月，印度在價值5億美元的通用直升機標案中選擇了耳廓狐而不是Bell 407。由於擔心投標過程中涉嫌腐敗，雙方於2007年6月暫停交易，並於2007年12月6日徹底取消。 而後，印度陸軍最終選擇了卡-226。
2011年1月20日，馬來西亞皇家海軍海軍特種作戰部隊從索馬利亞海盜手中解救了一艘被劫持的馬來西亞化學品運輸船及其船員。一架耳廓狐提供偵察和空中火力支援，以在突擊隊員登上油輪時將海盜的母船拒之門外。

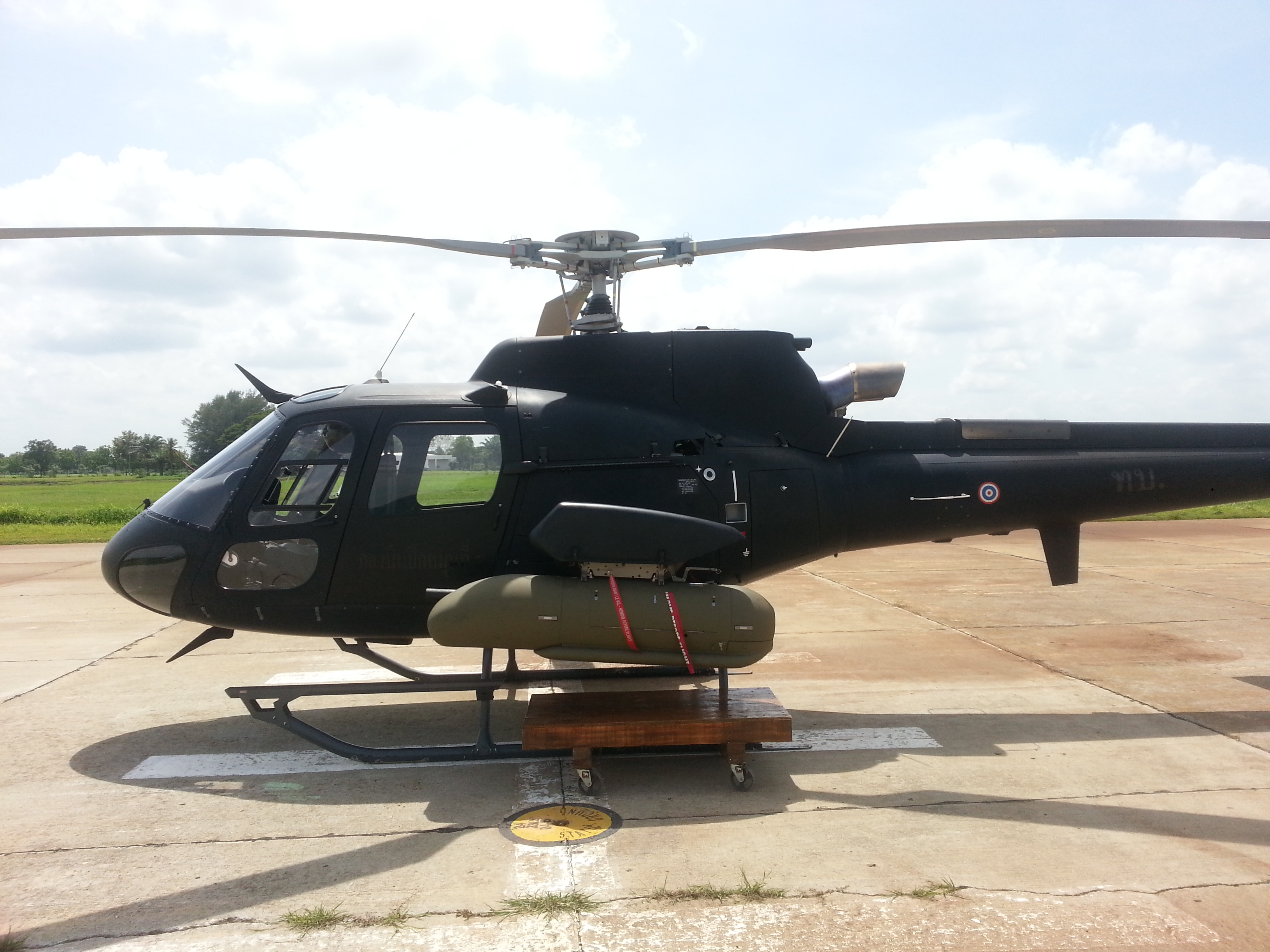
一架配備.50"FN HMP機槍筴艙的泰國皇家空軍耳廓狐

## 型號

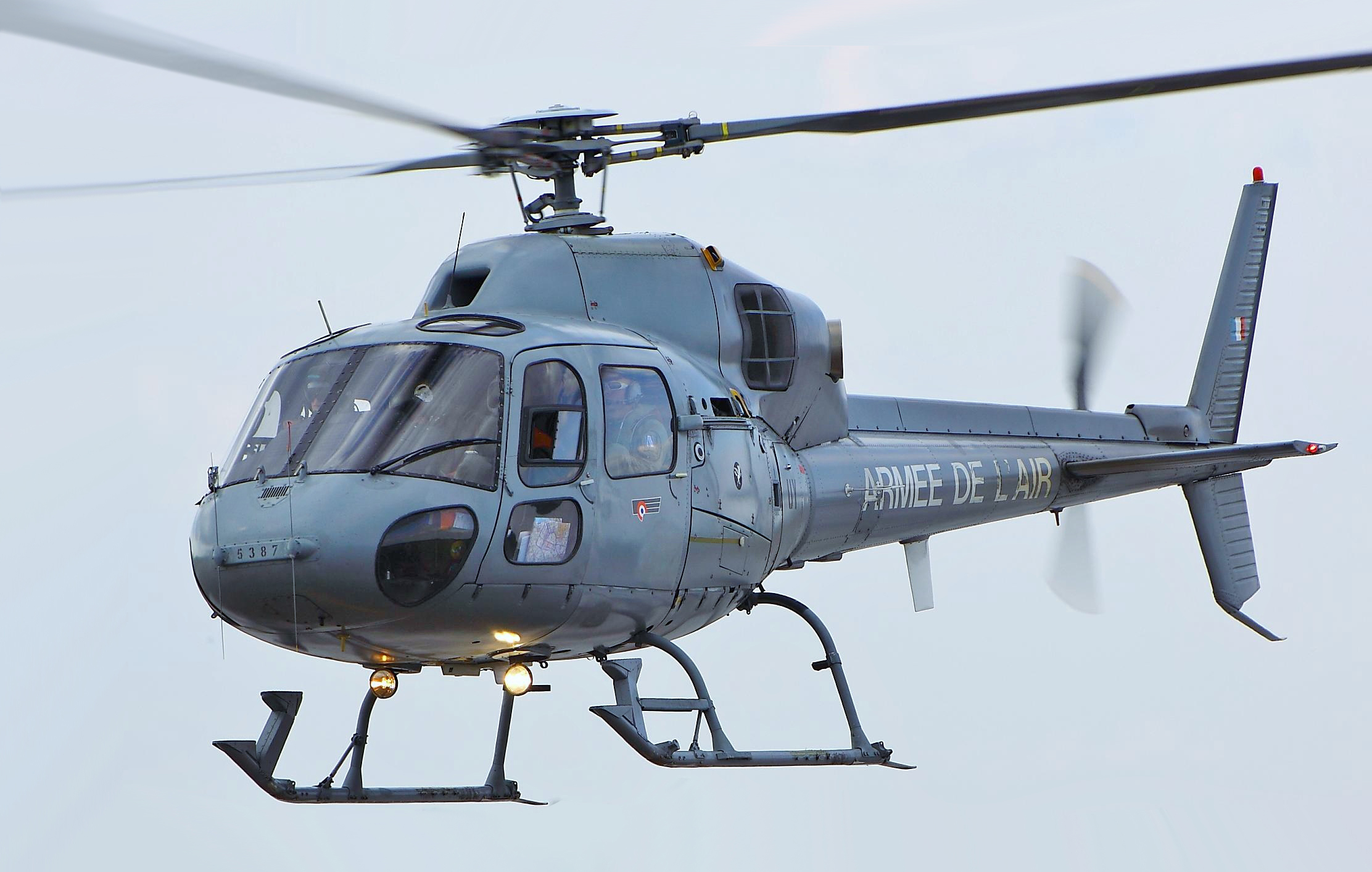
一架法國空天軍的耳廓狐

### 單引擎
AS350 L1/L2 Ecureuil – 最初的版本
AS550 C2 Fennec –基於AS350 B2研發的武裝版本
AS550 U2 Fennec – 基於AS350 B2研發的無武裝版本
AS550 C3 Fennec –基於AS350 B3研發的武裝版本

### 雙引擎
AS355 M/M2 Ecureuil 2 –基礎AS355 F軍事版本
AS555 AF Fennec 2 – 基於AS355 N的武裝版本
AS555 AN Fennec 2 –可以搭載20mm機砲的武裝版本
AS555 AR Fennec 2 –可以搭載火箭彈和機砲的版本
AS555 MN Fennec 2 – 無武裝海軍版本
AS555 MR Fennec 2 – 海軍版本
AS555 SN Fennec 2 – 武裝海軍版本
AS555 SR Fennec 2 – 武裝海軍版本
AS555 UN Fennec 2 – 訓練和多用途版本
AS555 UR Fennec 2 – 多用途版本
AS555 SP Fennec 2 – 海軍的AS355 NP版本

## 用戶

### 現役中

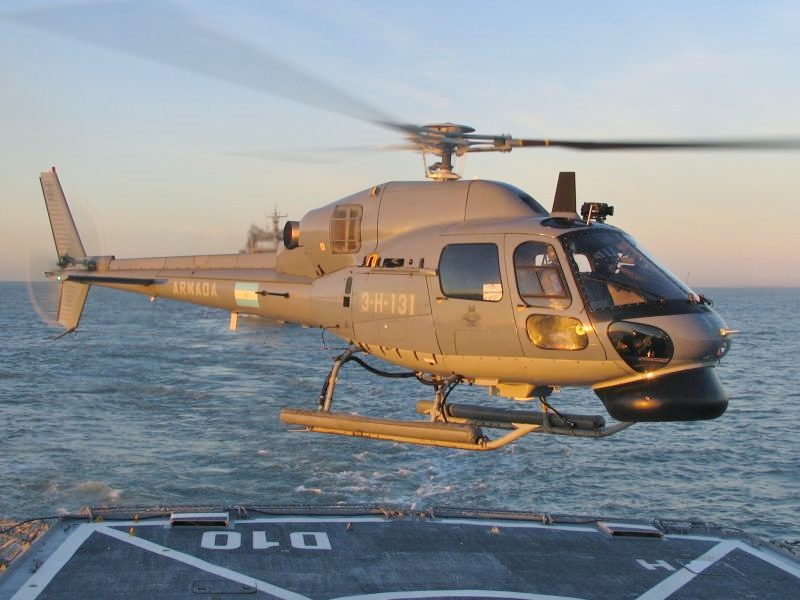
一架阿根廷海軍的耳廓狐2

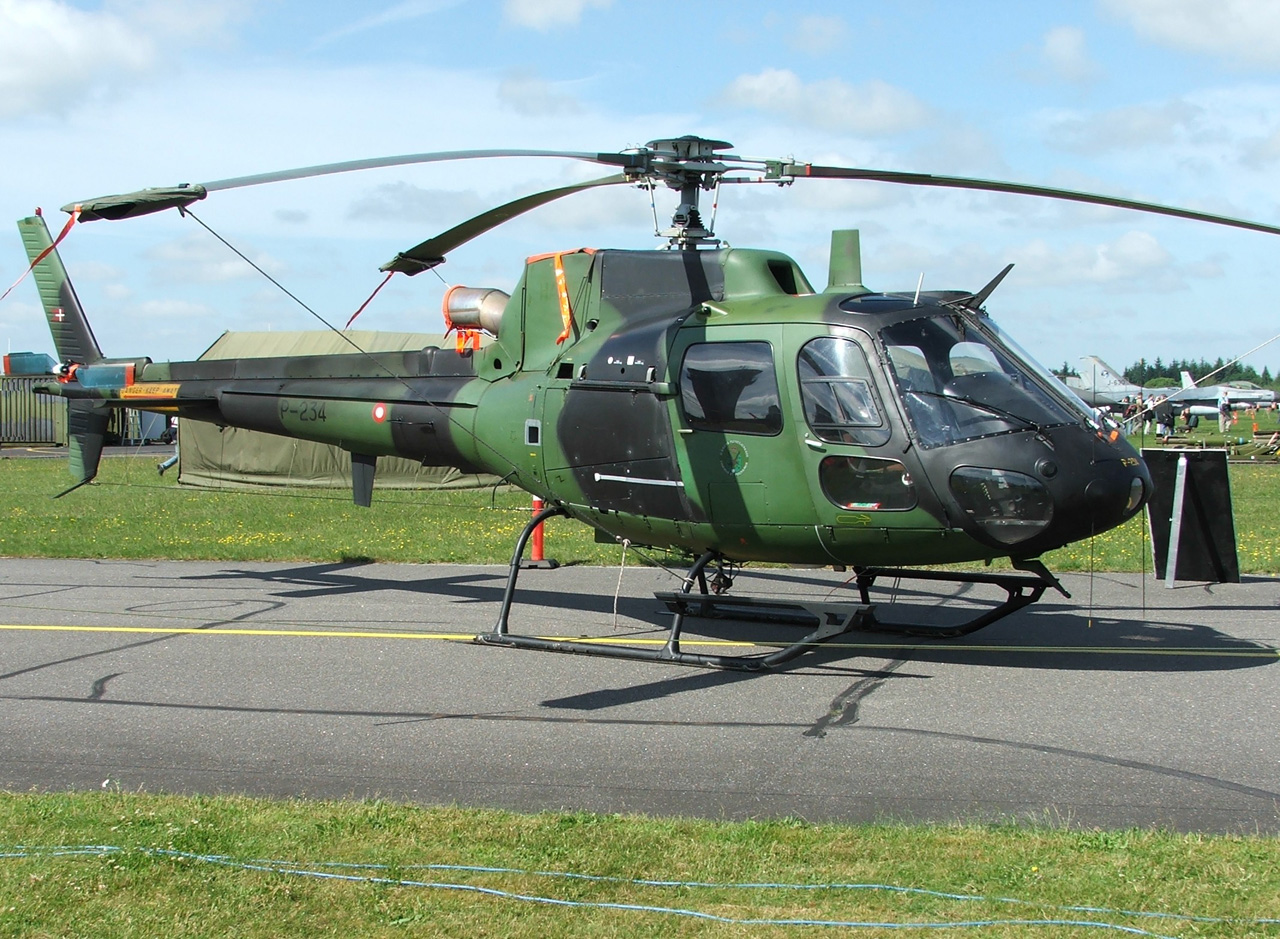
一架屬於丹麥皇家空軍的耳廓狐

| 阿根廷 - 阿根廷海軍航空兵 巴西 - 巴西陸軍 - 巴西海軍 - 巴西空軍 - 查德空軍 哥伦比亚 - 哥倫比亞海軍 丹麦 - 丹麥皇家空軍 - 厄瓜多陸軍 法國 - 法國空天軍 - 法國陸軍 印度尼西亞 - 印尼陸軍 - 肯亞空軍 马来西亚 - 馬來西亞皇家海軍 墨西哥 - 墨西哥海軍 巴基斯坦 - 巴基斯坦陸軍航空部隊：H125M - 卡達皇家空軍 坦桑尼亚 - 坦尚尼亞空軍司令部 泰國 - 泰國皇家陸軍 - 烏茲別克斯坦空軍和防空部隊 |

### 已退役
新加坡
- 新加坡共和國空軍[14][15]

## 外部連結
- Official webpage
- Danish AS 550 Fennec